# Xanthaciura connexionis
Xanthaciura connexionis är en tvåvingeart som beskrevs av Benjamin 1934. Xanthaciura connexionis ingår i släktet Xanthaciura och familjen borrflugor. Inga underarter finns listade i Catalogue of Life.